# درگ (اتومبیل‌رانی)

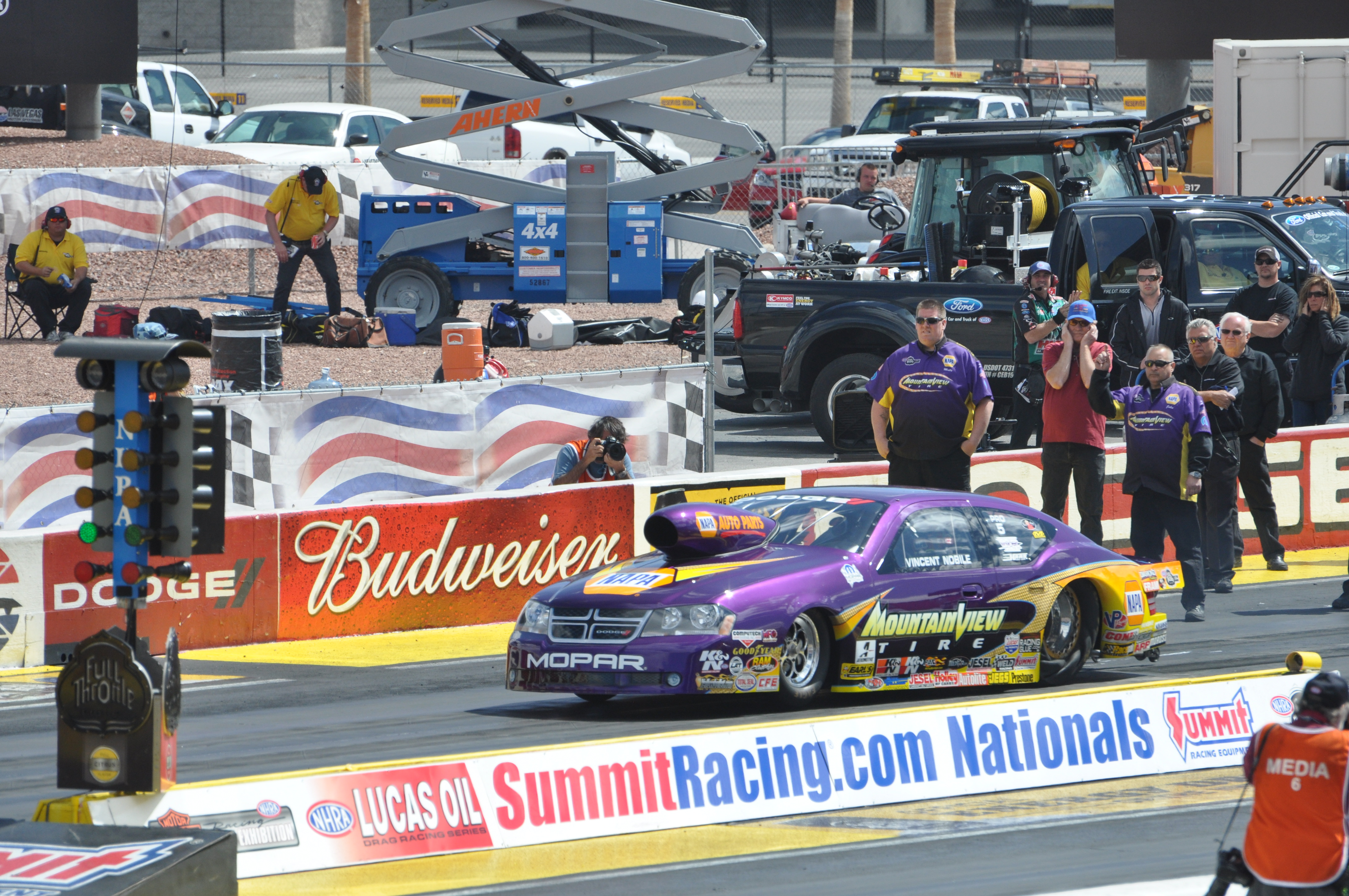
یک خودروی کلاس پرو استوک در حال استقرار در پشت خط شروع

دِرَگ یا مسابقهٔ شتاب مسابقه‌ای است که در یک مسیر مستقیم با طول مشخص، بین دو خودرو یا موتورسیکلت یا کامیون انجام می‌شود. شرکت‌کنندگان در پشت خط شروع توقف کرده و با سبز شدن چراغ موسوم به درخت کریسمس شروع به حرکت می‌کنند. برندهٔ مسابقه شرکت‌کننده‌ای است که در زمان کمتری طول مشخص (معمولاً ۲۰۰، ۳۰۰ یا ۴۰۰ متر) (۱/۲ یا ۱/۴ مایل) را پیموده و زودتر از خط پایان بگذرد.
در ایران نیز جوانان علاقه‌مند به خودرو و شتاب بالا ؛ مسابقات درگ را در پیست‌های هر شهر زیر نظر فدراسیون موتورسواری و اتومبیلرانی انجام میدهند.
البته تعداد مسابقات خیابانی متعددی در ایران انجام میشود که با توجه به مخاطره‌آمیز بودن این نوع مسابقات؛  از نظر نیروی انتظامی غیر قانونی است.